# 聯合國安全理事會第339號決議
聯合國安全理事會第339號決議于1973年10月23日投票通過，旨在兩天前舉行的聯合國安全理事會第338號決議投票未通過的情況下，實現贖罪日戰爭停火。
此決議主要重申了聯合國338號決議（基於聯合國安全理事會第242號決議）中的條款，將戰爭雙方的部隊退回至停火（338號決議）生效時的位置，並要求联合国秘书长库尔特·瓦尔德海姆采取措施，安排觀察員以監督戰爭停火情況。
此決議以14票支持對0票反對獲得通過，中华人民共和国未參與投票。

## 外部鏈接
- 维基文库中的相關文獻：聯合國安全理事會第339號決議